# 斯馬爾任齊
49°32′10″N 29°8′44″E / 49.53611°N 29.14556°E
斯馬爾任齊（烏克蘭語：Смаржинці），是烏克蘭的村落，位於該國西南部文尼察州，由文尼察區負責管轄，面積0.98平方公里，海拔高度261米，2001年人口257，人口密度每平方公里262.25人。